# 五鳳樓
五鳳樓因屋脊飛檐為五層疊，猶如展翅飛翔的鳳凰，故名五鳳樓。該樓選址一般位於向陽處，其中軸線分為上中下三堂，作為主體的上堂居於支配地位，含有明確的主次意識，是古代院落式佈局的延續。而整座五鳳樓在設計上考慮了五行風水的因素。
《辭海．名義考．卷四》「梁太祖(朱溫)即位，羅紹威取魏良材建五鳳樓，周翰所謂去地百丈，在天半空，五鳳翹翼者也」。
在建築的造型上，如飛檐翹角會再加上彩繪雕塑，中堂主要用於家族聚會、婚喪喜慶、迎賓待客等的地方。大門通常有匾書「大夫第」三字，匾額具有標明身份的作用。五鳳樓通常有三個廳堂和兩個邊房。後堂和兩邊的房屋一般是兩層的，在大門前面有一個半圓形池塘，池塘與五鳳樓之間有一個用於曬穀物等的空地場所。 